# Atopsyche bolivari
Atopsyche bolivari är en nattsländeart som beskrevs av Banks 1924. Atopsyche bolivari ingår i släktet Atopsyche och familjen Hydrobiosidae. Inga underarter finns listade i Catalogue of Life.